# Shiver
«Shiver» — пісня, яку написав і записав британський альтернативний гурт Coldplay.

## Музичне відео
Відеокліп на пісню зняв британський режисер і оператор Грант Джі. У відео показано гурт, що грає пісню в маленькій студії.

## Список композицій
CD
1. «Shiver» — 5:02
2. «For You» — 5:45
3. «Careful Where You Stand» — 4:47

## Позиції в чартах
| Чарт (2000-01)                 | Найвища позиція |
| ------------------------------ | --------------- |
| Dutch Singles Chart            | 100             |
| UK Singles Chart               | 35              |
| US Billboard Alternative Songs | 26              |